# Tachina pertinens
Tachina pertinens là một loài ruồi trong họ Tachinidae.